# Megan Oldham
Megan Oldham (Newmarket, 12 maggio 2001) è una sciatrice freestyle canadese specialista dello slopestyle e del big air.

## Biografia
Oldham esordisce in Coppa del Mondo nel novembre 2018 disputando la gara di slopestyle svolta nelle Alpi dello Stubai in Austria; già alla terza tappa, nell'Alpe di Siusi nel gennaio 2019, ottiene il suo primo podio in carriera classificandosi al secondo posto, e al termine della stagione si aggiudica la Coppa del Mondo di slopestyle davanti alla svizzera Sarah Höfflin. Fresca vincitrice della coppa di specialità, partecipa poi ai Mondiali juniores di Kläppen guadagnando la medaglia d'argento nel big air e concludendo in nona posizione nello slopestyle.

## Palmarès

### Mondiali
- 3 medaglie:
  - 1 argento (slopestyle a Bakuriani 2023)
  - 2 bronzi (big air a Bakuriani 2023; slopestyle a Engadina 2025)

### Winter X Games
- 2 medaglie:
  - 2 ori (slopestyle, big air ad Aspen 2023)

### Coppa del Mondo
- Vincitrice della Coppa del Mondo di slopestyle nel 2019
- 10 podi:
  - 4 vittorie
  - 3 secondi posti
  - 3 terzi posti

#### Coppa del Mondo - vittorie
| Data             | Luogo           | Paese       | Disciplina |
| ---------------- | --------------- | ----------- | ---------- |
| 30 marzo 2019    | Silvaplana      | Svizzera    | SS         |
| 5 marzo 2022     | Bakuriani       | Georgia     | SS         |
| 16 dicembre 2022 | Copper Mountain | Stati Uniti | BA         |
| 6 febbraio 2025  | Aspen           | Stati Uniti | BA         |

Legenda:

SS = Slopestyle

BA = Big air

### Mondiali juniores
- 1 medaglia:
  - 1 argento (big air a Kläppen 2019)